# Acalypha macrodonta
Acalypha macrodonta é uma espécie de flor do gênero Acalypha, pertencente à família Euphorbiaceae.